# Louis Partridge
Louis Partridge, född 3 juni 2003 i London, är en brittisk skådespelare.
Partridge har bland annat medverkat i TV-serierna Pistols från 2022 och Medici från 2019. Han har även medverkat i filmerna Enola Holmes från 2020 och Enola Holmes 2 från 2022 där han spelar en av huvudrollerna.

## Filmografi (urval)
- 2019 – Medici
- 2020 – Enola Holmes
- 2022 – Pistols
- 2022 – Enola Holmes 2
- 2024 – Disclaimer (TV-serie)
- 2025 – Jay Kelly